# Todd Kane
Todd Arthur Lucien Kane (Huntingdon, Inglaterra, Reino Unido, 17 de septiembre de 1993), más conocido como Todd Kane, es un futbolista inglés. Juega como defensa y milita en el Ebbsfleet United F. C. de la National League.

## Trayectoria
Todd ha sido parte de la Academia del Chelsea Football Club desde los 7 años de edad. Gracias a su buen desempeño en las categorías juveniles, Todd logró debutar con el equipo juvenil el 30 de enero de 2010 ante el juvenil del Crystal Palace. Luego, Todd fue seleccionado para participar en la Dallas Cup, la cual se llevó a cabo en Estados Unidos, junto con sus compañeros del equipo Sub-16 Danny Stenning y Archange Nkumu.
Su primer gol con el equipo juvenil sería el 8 de mayo de 2010, en la victoria del Chelsea por 4-0 ante el juvenil del Ipswich Town. Durante la temporada 2009-10, Todd disputó solamente 5 partidos con el equipo juvenil, anotando en una ocasión, pero en la siguiente temporada, Todd logró establecerse en el equipo, disputando 24 encuentros y anotando 8 goles, siendo junto a Bobby Devyne el jugador con más goles anotados en la temporada. También logró hacer su debut con el equipo de reservas el 20 de octubre de 2010 en la victoria por 5-4 ante el West Bromwich Albion, mientras que su primer gol con el equipo sería el 8 de marzo de 2011 en la victoria por 2-1 sobre el Bolton Wanderers. El 16 de mayo de 2011, en la final nacional por el título de la Premier Reserve League ante el Blackburn Rovers, Todd anotó el gol que le daba el empate a 1-1 al Chelsea, derrotando eventualmente al Blackburn por 5-4 en penales y proclamándose así campeón de liga a nivel juvenil por primera vez en su historia. En total, Todd disputó 14 encuentros y anotó 3 goles con el equipo de reservas durante la temporada 2010-11, pero jugó un papel importante en la obtención del título. Como recompensa, el club le ofreció un contrato profesional con una duración de 3 años en julio de 2011. Fue liberado del Chelsea al término de la temporada 2018-19. En julio de 2019 firmó por tres temporadas con el Queens Park Rangers.

## Clubes
| Club                             | País         | Año       |
| -------------------------------- | ------------ | --------- |
| Chelsea F. C.                    | Inglaterra   | 2011-2019 |
| Preston North End F. C. (cedido) | Inglaterra   | 2012-2013 |
| Blackburn Rovers F. C. (cedido)  | Inglaterra   | 2013-2014 |
| Bristol City F. C. (cedido)      | Inglaterra   | 2014-2015 |
| Nottingham Forest F. C. (cedido) | Inglaterra   | 2015      |
| NEC Nijmegen (cedido)            | Países Bajos | 2015-2016 |
| F. C. Groningen (cedido)         | Países Bajos | 2017-2018 |
| Oxford United F. C. (cedido)     | Inglaterra   | 2018      |
| Hull City A. F. C. (cedido)      | Inglaterra   | 2018-2019 |
| Queens Park Rangers F. C.        | Inglaterra   | 2019-2021 |
| Coventry City F. C.              | Inglaterra   | 2021-2023 |
| Charlton Athletic F. C. (cedido) | Inglaterra   | 2023      |
| Manchester 62 F. C.              | Gibraltar    | 2023      |
| Stockport County F. C.           | Inglaterra   | 2024      |
| Ebbsfleet United F. C.           | Inglaterra   | 2024-     |